# Елисеева, Наталия Григорьевна
Наталия Григорьевна Елисеева — советский хозяйственный, государственный и политический деятель.

## Биография
Родилась 25 августа 1927 года в городе Тетюши Татарской АССР. Член КПСС с года.
С 1950 года — на хозяйственной, общественной и политической работе. В 1950—2007 гг. — инженер-технолог, инженер смены, начальник цеха, председатель профкома, секретарь парткома ткацкой фабрики «Рабочий», секретарь, первый секретарь Невского райкома КПСС города Ленинграда, заместитель председателя Ленинградского горисполкома, председатель правления ССОД, РОО «Санкт-Петербургская ассоциация международного сотрудничества»
Делегат XXIV, XXV и XXVI съездов КПСС.
В 2002 году награждена Благодарностью Законодательного Собрания Санкт-Петербурга.
Скончалась 12 января 2015 года в Санкт-Петербурге.